# Elymus barystachyus
Elymus barystachyus är en gräsart som beskrevs av Lian Bing Cai. Elymus barystachyus ingår i släktet elmar, och familjen gräs. Inga underarter finns listade i Catalogue of Life.